# Corps expéditionnaire du Tonkin
Le Corps expéditionnaire du Tonkin est un ensemble d'unités de l'armée française qui opère au Tonkin (Nord-Vietnam) de juin 1883 à avril 1886. Il combat durant la campagne du Tonkin (1883-1886), participant aux campagnes contre les Pavillons noirs, à la guerre franco-chinoise (août 1884-avril 1885) et à la période d'hostilités non déclarées qui la précède (août 1883-juin 1884), ainsi qu'aux opérations majeures contre les bandes de combattants vietnamiennes lors de la pacification du Tonkin (mai 1885-février 1886).
Le Corps expéditionnaire du Tonkin devient par décision ministérielle du 29 avril 1886, la Division d'occupation du Tonkin et de l'Annam.
Puis, en 1887, à la suite de la création de l'Indochine française, ces troupes intègrent les Troupes de l'Indochine nouvellement créées, commandées par un général qui a le titre de « commandant supérieur des Troupes de l'Indochine ».

## Historique
Sous la troisième République, la France décide d’étendre son influence au Tonkin, en y envoyant un détachement commandé par le capitaine de vaisseau Henri Rivière. Mais ce dernier, après avoir pris la citadelle d’Hanoï le 25 avril 1882 à la tête de 500 hommes, est capturé l'année suivante au cours d’une sortie à Cau Giay (en), le 19 mai 1883, et décapité par les Pavillons noirs.
La réaction française est vigoureuse ; la Chambre des députés votant unanimement en juin pour l’envoi en Extrême-Orient d’un corps expéditionnaire devant occuper puis pacifier le Tonkin et faire ainsi reconnaître le protectorat français sur l’Annam.
Durant les trois années de la guerre franco-chinoise, de 1883 à 1885, les soldats de l’infanterie de marine, des escadrons de spahis et chasseurs d’Afrique, des bataillons de zouaves, tirailleurs algériens, les légionnaires, des compagnies de tirailleurs tonkinois et annamites ainsi que des marins opèrent au Tonkin, en Annam et en Chine impériale. Les opérations se terminent officiellement par la signature, le 9 juin 1885, du second traité de Tien Tsin avec la Chine mais les opérations de pacification continuent jusqu'en 1886.

## Commandants
Nota : pour la liste des « commandants supérieurs des troupes de l'Indochine », à partir de 1887, voir l'article correspondant.

### Corps expéditionnaire du Tonkin
- 6/1883-10/1883 : Alexandre-Eugène Bouët
- 10/1883-2/1884 : Amédée Courbet
- 2/1884-9/1884 : Charles-Théodore Millot
- 9/1884-6/1885 : Louis Brière de l'Isle
- 6/1885-1/1886 : Henri Roussel de Courcy
- 1/1886-4/1886 : Charles Warnet

### Division d'occupation du Tonkin et de l'Annam
- 4/1886-11/1886 : Édouard Jamont
- 11/1886 : Gustave-Joseph Munier

## Composition
Nota : pour la composition des « Troupes de l'Indochine », à partir de 1887, voir l'article correspondant.

### Juin 1885
Le général de Courcy et le quartier général sont situés à Hanoï. Le chef d'état-major est le général Charles Warnet ; le commandant d'artillerie, Édouard-Fernand Jamont ; le commandant du génie Joseph Henri Mensier. À l'intendance se trouve Baratier et au service de santé, Georges Dujardin-Beaumetz. Le corps est fort d'environ 35 000 hommes.

#### Première division
La première division est sous les ordres du commandant Brière de l'Isle, du chef d'état-major à Hanoï Charles Kessler, du commandant l'artillerie Borgnis-Desbordes et du commandant du génie Dupommier.
La 1re brigade, menée par le général Jamais à Sơn Tây, est composée d'un régiment de marche de tirailleurs algériens et un régiment de marche de zouaves. 
La 2e brigade, avec à sa tête le général Munier, compte deux bataillons d'infanterie de marine, un régiment de tirailleurs tonkinois, deux escadrons de cavalerie divisionnaire, quatre batteries d'artillerie de forteresse (marine), une compagnie du génie, un détachement d'aérostiers et un escadron du train. Elle était présente à Hanoï, Hải Phòng et Bắc Ninh.

#### Seconde division
La seconde division est sous les ordres du commandant de Négrier, du commandant Fourtoul (chef d'état-major à Hải Phòng), du lieutenant-colonel Gibouin (commandant l'artillerie) et du commandant du génie Sourel.
La 3e brigade, sous le commandement du général Giovanninelli à Phủ Lạng Giang, compte un régiment de marche de la Légion étrangère et deux bataillons d'infanterie légère d'Afrique.
La 4e brigade, sous les ordres du général Léon Prudhomme, à Đáp Cầu, est composée du quatrième régiment de marche (trois bataillons d'infanterie un d'infanterie de marine), d'un régiment de tirailleurs tonkinois, de deux escadrons de spahis, d'un détachement du génie, de quatre batteries d'artillerie de forteresse (marine) et d'un escadron du train. La division était à Bắc Ninh, Cao Bằng, Hải Dương, Quảng Yên et Thái Nguyên.
La réserve était formée de deux batteries d'artillerie et quatre de marine, ainsi que d'un bataillon de chasseurs à pied.

## Liste des principales opérations
- Bataille de Phu Hoai (en)(15 août 1883)
- Bataille de Palan (1er septembre 1883)
- Prise de Sontay (16 décembre 1883)
- Prise de Bac Ninh (12 mars 1884)
- Prise de Hong-Hoa (en)(13 avril 1884)
- Embuscade de Bac Le (juin 1884)
- Campagne de Keelung (Août 1884-mars 1885)
- Bataille de Yu Oc (19 novembre 1884)
- Campagne de Kep (octobre à décembre 1884)
- Prise de Lang Son (13 février 1885)
- Bataille de Nui Bop (3–4 janvier 1885)
- Siège de Tuyên Quang (23 novembre 1884-28 février 1885)
- Bataille de Hoa Moc (2 mars 1885)
- Bataille de Phu Lam Tao (23 mars 1885)
- Bataille de Bang Bo (23-24 mars 1885)
- Retraite de Lang Son (fin mars 1885)